# Nathan Tella
Nathan Adewale Temitayo Tella (* 5. července 1999 Stevenage) je anglický profesionální fotbalista, který hraje na pozici křídelníka za německý klub Bayer 04 Leverkusen.

## Klubová kariéra

### Southampton
Svůj debut si odbyl 19. června 2020 jako střídající hráč při výhře Southamptonu nad Norwichem City 3:0. Dne 23. února 2021 Tella poprvé nastoupil v Premier League při porážce s Leeds United 3:0. Svůj první gól v anglické nejvyšší soutěži vstřelil 15. května při výhře 3:1 nad Fulhamem.

#### Burnley (hostování)
Dne 11. srpna 2022 odšel Tella na sezónní hostování do druholigového Burnley. Dne 11. února 2023 vstřelil první hattrick v kariéře při výhře 3:0 nad Preston North End a o měsíc později zaznamenal druhý hattrick při výhře 3:1 nad Hull City. Tella patřil mezi nejdůležitější hráče týmu Vincenta Kompanyho, který ovládl EFL Championship 2022/23 a postoupil do nejvyšší soutěže, když v 39 ligových utkáních vstřelil 17 branek.

#### Návrat do Southamptonu
Přestože Tella postoupil v sezóně 2022/23 do Premier League, tak si anglickou nejvyšší soutěž v následující sezóně nezahrál, jelikož se vrátil po skončení hostování do Southamptonu, který sestoupil do Championship.

## Ocenění

### Klubová

#### Burnley
- EFL Championship 2022/23